# Сара Мајлс
Сара Мајлс (енгл. Sarah Miles) је енглеска глумица, рођена 31. децембра 1941. године у Ингатестону (Енглеска).